# Kupuri
Il Kupuri (in russo Купури?) è un fiume della Siberia Orientale, affluente di sinistra della Zeja (bacino idrografico dell'Amur). Scorre nel Zejskij rajon dell'Oblast' dell'Amur, in Russia.
La sorgente del fiume si trova sul versante meridionale dei Monti Džugdyr. Scorre in direzione sud-ovest e sfocia nella Zeja, a 1 073 km dalla sua foce. La sua lunghezza è di 162 km; il bacino del fiume è di 4 620 km².